# General Idea

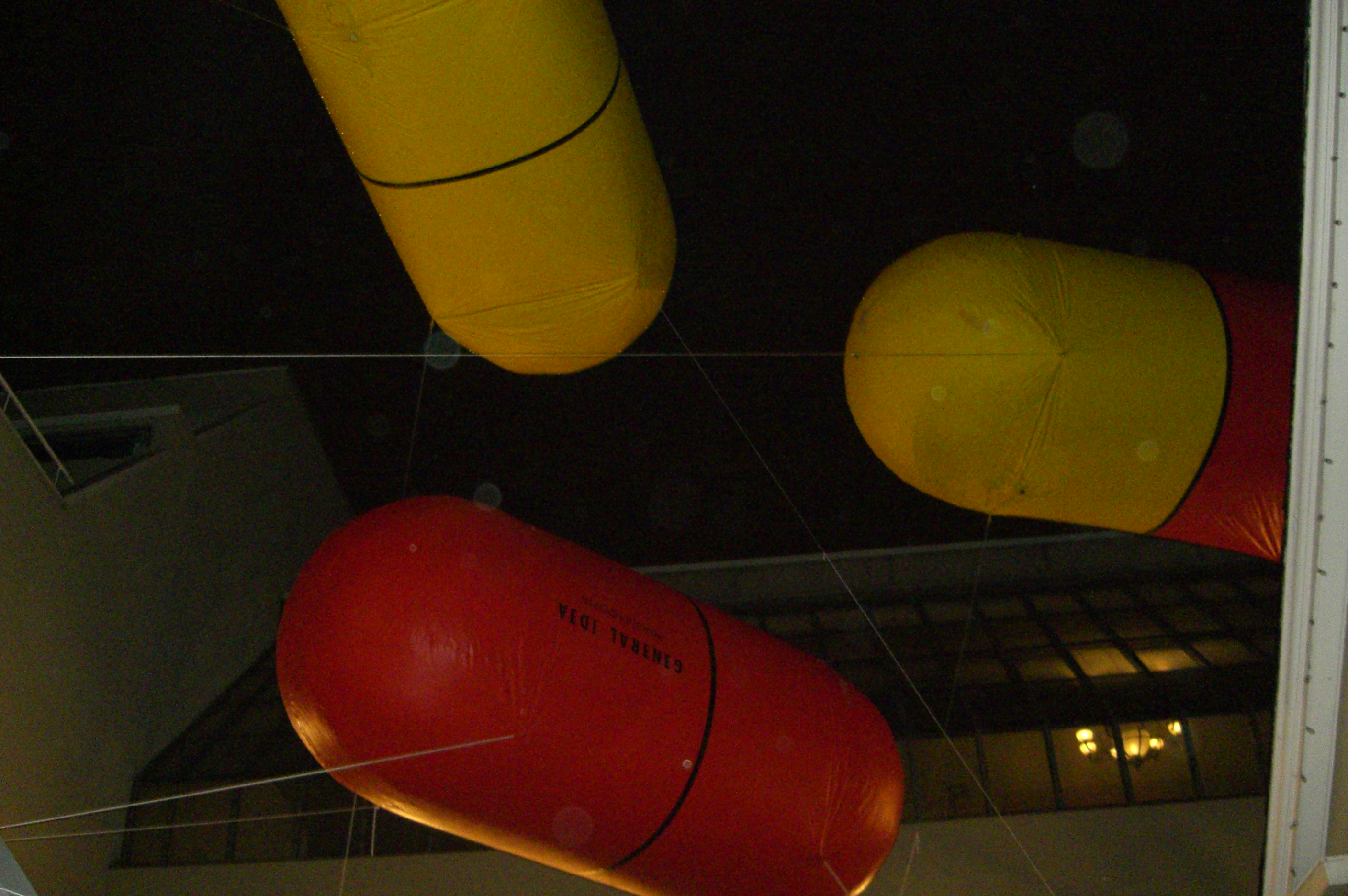
La obra Pharma©opia de General Idea, expuesta en la Nuit blanche 2006 de Toronto.

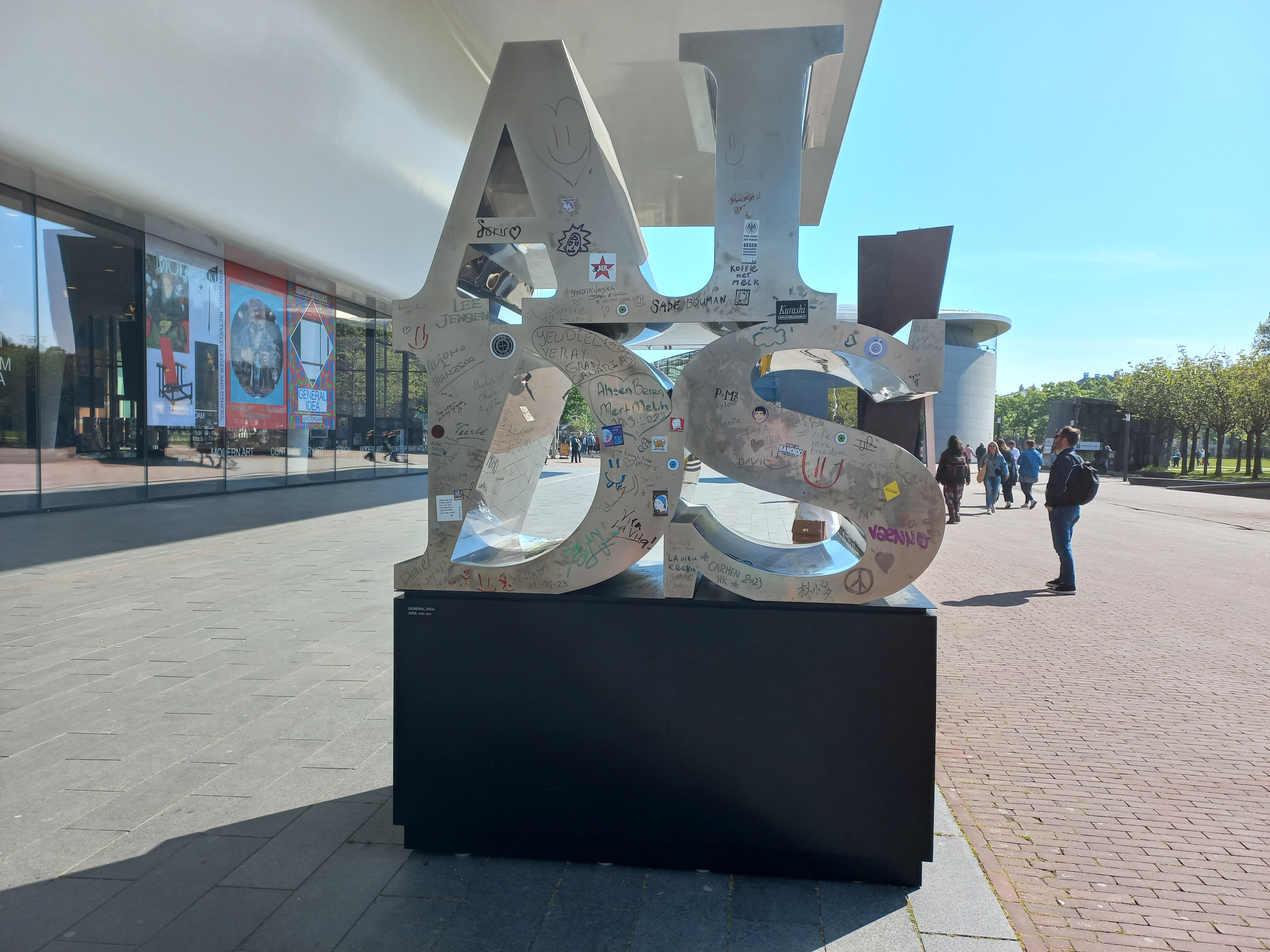
Escultura del SIDA frente al Stedelijk Museum

General Idea es un grupo de creadores plásticos formado por AA. Bronson (nacido como Michael Tims en Vancouver 1946 ) , Felix Partz (nacido como Roland Gabe en Winnipeg , Manitoba 1945-94 ) y Jorge Zontal (nacido como Slobodan Saia -Levy en Parma, Italia , 1944-1994 ). El grupo se dio a conocer por ir contra el mercado del arte a finales de los años sesenta del siglo XX con piezas fruto de la reproductibilidad técnica y al alcance del gran público. AA Broson es el único miembro del grupo que aún está vivo.
La actividad artística de General Idea tuvo lugar entre 1967 y 1994. El trío fue unos de los pioneros del arte conceptual y explotar los principios de los medios de comunicación y la colaboración artística , que fue la marca del grupo y que sigue siendo una influencia importante para las generaciones posteriores de artistas. Exploraron los fenómenos sociales que van desde la producción , distribución y consumo de imágenes de los medios de comunicación a la identidad gay , la crisis del sida , la explotación de las marcas y logotipos para interrogar la producción y consumo de la arte como mercancía. Esta iniciativa está vinculada a su crítica a las estructuras del mundo del arte , como los museos y las galerías de arte. Una de sus tácticas fue intervenir y controlar la producción y distribución de sus propias obras de arte. La fuente de inspiración del grupo fue un personaje de ficción , Miss General Idea , creado en 1970.
Partz y Zontal murieron de sida en 1994. Bronson siguió presentando su obra de forma independiente. 